# Mercalli-skála
A Mercalli-skála vagy -intenzitás 12 fokozatú skála, mely a földrengések erősségét tapasztalati úton, a rengés okozta pusztításból vezeti le. Giuseppe Mercalli olasz vulkanológus dolgozta ki.

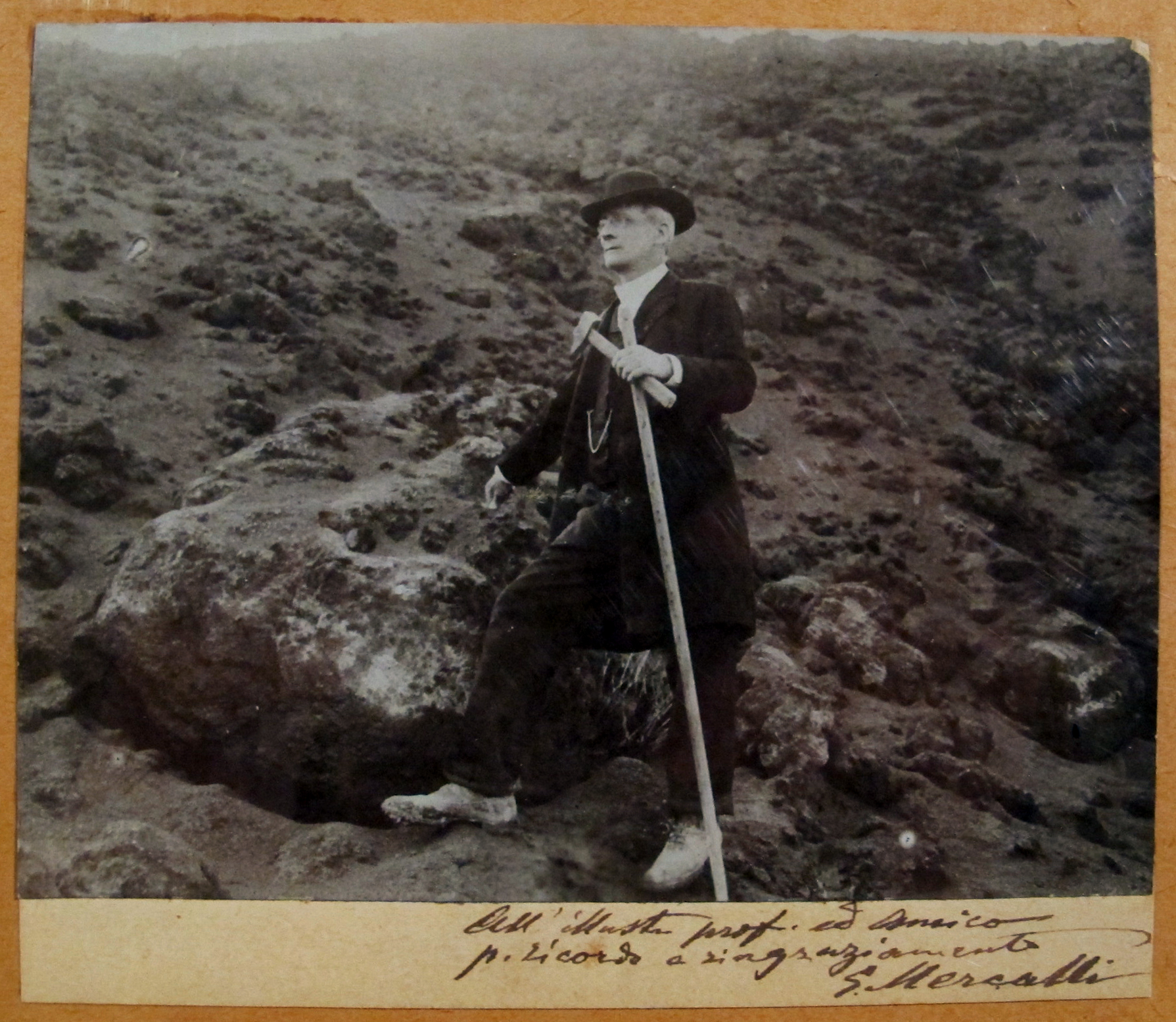
Giuseppe Mercalli

Gyakorlati jelentősége abban áll, hogy a jól megválasztott, nem szakember által is definiálható jelenségek és kárleírások alapján viszonylag pontosan meghatározható a földrengés hatásterülete és az epicentrumtól való távolsággal arányosan csökkenő erőssége. Megfelelő számú értékből kiszerkeszthető az ún. izoszeisztatérkép, az azonos intenzitású helyek felszíni megjelenítése, melynek alapján jól becsülhető a földrengésfészek mélysége. Az eljárást Kövesligethy Radó magyar csillagász, geofizikus dolgozta ki.
A skála hiányossága, hogy nem veszi figyelembe a rengés során felszabaduló energiát. Charles Richter 1935-ben dolgozta ki skáláját, mely a rengés méretét Richter-magnitudóban fejezi ki.

## A Mercalli-skála fokozatai
| Fokozat | Megnevezés                             | Hatás |
| ------- | -------------------------------------- | --- |
| 1.      | mikroszeizmikus rengés                 | Csak műszerek jelzik, a szeizmográftű sebessége 2,5 mm/s. |
| 2.      | igen gyenge rengés                     | Teljes nyugalomban lévő, igen érzékeny egyén érzi csak meg, sebessége 2,5–5 mm/s |
| 3.      | gyenge rengés                          | Lakásban érezhető, szabadban nem. Sebessége 5–10 mm/s. |
| 4.      | mérsékelt rengés                       | Lakásban sokan, szabadban kevesen észlelik. Üvegtárgyak összecsörrennek. Sebessége 15–25 mm/s. |
| 5.      | elég erős rengés                       | Az épület meginog (jellegzetes „hajómozgás”), bútorok is inognak, alvók felébrednek. Sebessége 25–50 mm/s. |
| 6.      | erős rengés                            | Tárgyak leesnek, bútorok elmozdulnak; vakolathullás, gyengébb épületek megrepedezése. Sebessége 50–100 mm/s. |
| 7.      | igen erős rengés                       | Jól megépített házak is megrepedeznek, kémények dőlnek. Tavak, folyók vize hullámzik, partoldalak megcsúsznak. Sebessége 100–250 mm/s.                                                                            |
| 8.      | romboló rengés                         | Szinte minden épület jelentős károkat szenved, tornyok, szobrok ledőlnek. Sebessége 250–500 mm/s. |
| 9.      | pusztító rengés                        | Kőházak is összeomlanak. Sebessége 500–1000 mm/s. |
| 10.     | erősen pusztító rengés                 | A legjobban megépített, masszív épületek is súlyosan megsérülnek. Sínek meghajlanak, utak beszakadnak. Csatornatörések, vezetékszakadások. A föld megreped, hullámosan meggyűrődik. Sebessége 1000–2500 mm/s.     |
| 11.     | katasztrofális rengés                  | Nem marad lakható épület. Hidak leszakadnak. A talajban suvadások, hasadékok, a hegyekben omlások keletkeznek. Sebessége 2500–5000 mm/s.                                                                          |
| 12.     | erősen katasztrofális (totális) rengés | Minden épület és infrastrukturális létesítmény megsemmisül. Sziklákban törések keletkeznek, források fakadnak vagy eltűnnek, folyók futása megváltozik, a terep teljesen átrendeződik. Sebessége 5000–10000 mm/s. |